# Folles
Folles är en kommun i departementet Haute-Vienne i regionen Nouvelle-Aquitaine i västra Frankrike. Kommunen ligger i kantonen Bessines-sur-Gartempe som tillhör arrondissementet Bellac. År 2022 hade Folles 443 invånare.

## Befolkningsutveckling
Antalet invånare i kommunen Folles
| Referens: INSEE |